# Rue Saint-Gabriel
La rue Saint-Gabriel est une petite rue historique d'axe nord-sud du Vieux-Montréal.

## Origine du nom
Elle porte le nom de l'église Saint-Gabriel qui fut érigée en 1792 par les presbytériens sur un terrain acheté à Hippolyte Hertel. Cette église pouvait accueillir jusqu'à 700 personnes. 
Elle est démolie en 1905 pour faire place à l'annexe du palais de justice.

## Historique
En juillet 1672, François Dollier de Casson, supérieur du Séminaire de Saint-Sulpice, redessine la trame urbaine de Ville-Marie. 
La rue Saint-Gabriel est tracée par Dollier de Casson afin de relier la Rue Saint-Paul à la rue Saint-Jacques. Son nom serait associé au Sulpicien Gabriel Souart, premier curé de Ville-Marie et propriétaire de la terre adjacente à la rue.
Une des portes de l'enceinte de bois qui entoure la ville à partir de 1686 s'ouvre sur la rue Saint-Gabriel mais lors de la construction des murailles de pierres, la principale porte du côté nord de la ville est alignée sur le boulevard Saint-Laurent. Après la démolition des fortifications au début du XIXe siècle, la rue Saint-Gabriel est prolongée jusqu'à la rue Saint-Antoine. 
Au XIXe siècle, c'est la rue des politiciens, avocats, notaires, et journalistes. En effet, en plus de la proximité du palais de justice et de l'Hôtel de Ville, plusieurs journaux s'installent sur la rue Saint-Gabriel (l'Union Nationale, l'Ordre, l'Écho du Cabinet paroissial, le Montreal Herald, La Patrie etc.). Fréquentés par de nombreux professionnels, les restaurants de la rue Saint-Gabriel sont les plus renommés aux alentours de l'Hôtel de Ville. Mesurant 18 pieds français de largeur (5,85 mètres) comme les autres rues transversales tracées en 1672, la rue Saint-Gabriel sera plus tard élargie à environ 8 mètres. En 1817, Robert Nelson, docteur émérite et futur président de la République du Bas-Canada, s'installe dans l'ancienne résidence de Pierre-Hertel de Beaubassin.
Le tronçon situé au nord de la rue Notre-Dame sera cependant fermé en 1964 en vue de la construction du palais de justice actuel de 1965 à 1971. L'allée des Huissiers, qui longe le nouveau palais de justice, rappelle l'emplacement de ce tronçon.

## Bâtiments remarquables et lieux de mémoire

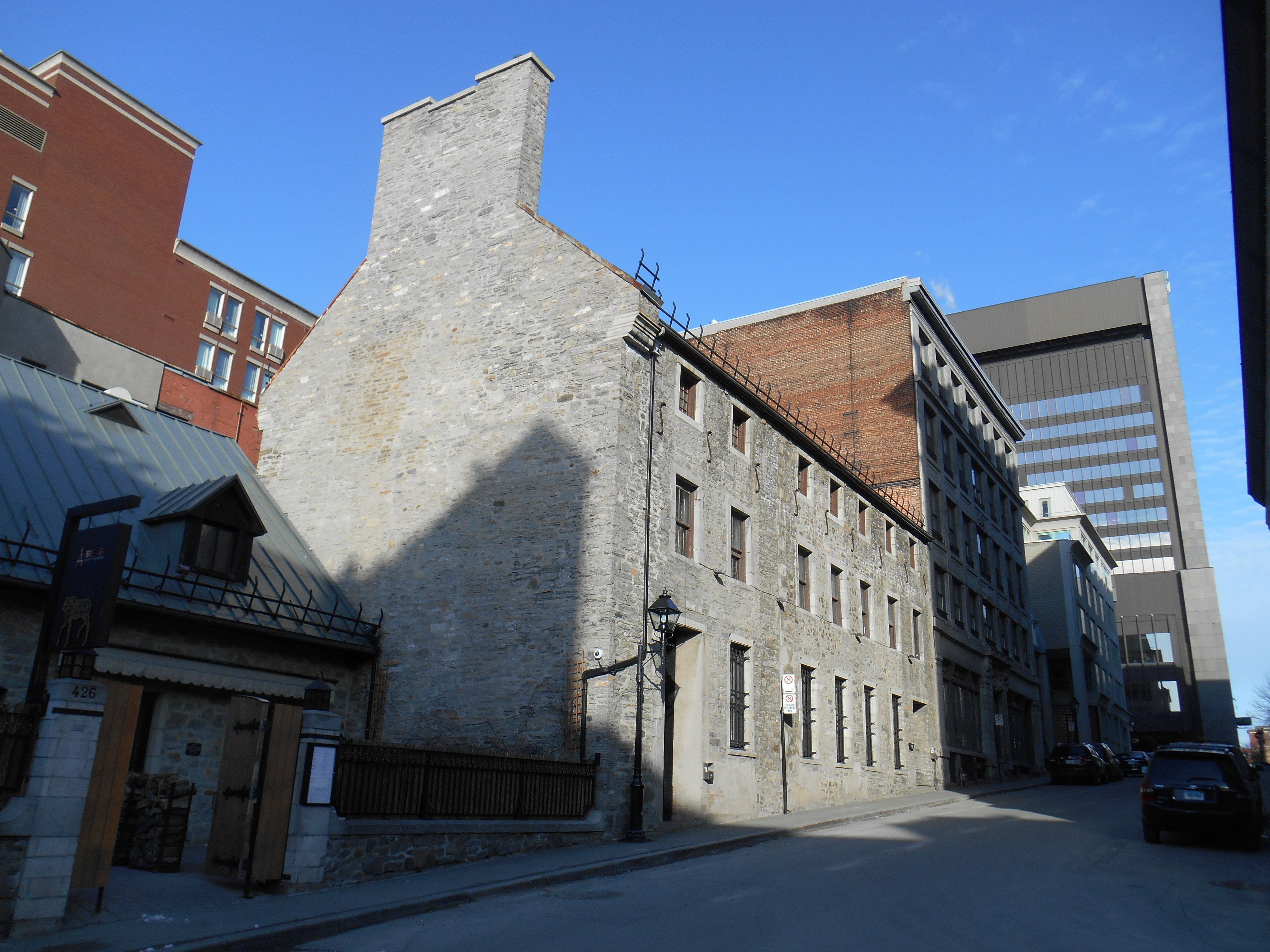
Maison Clément-Sabrevois de Bleury
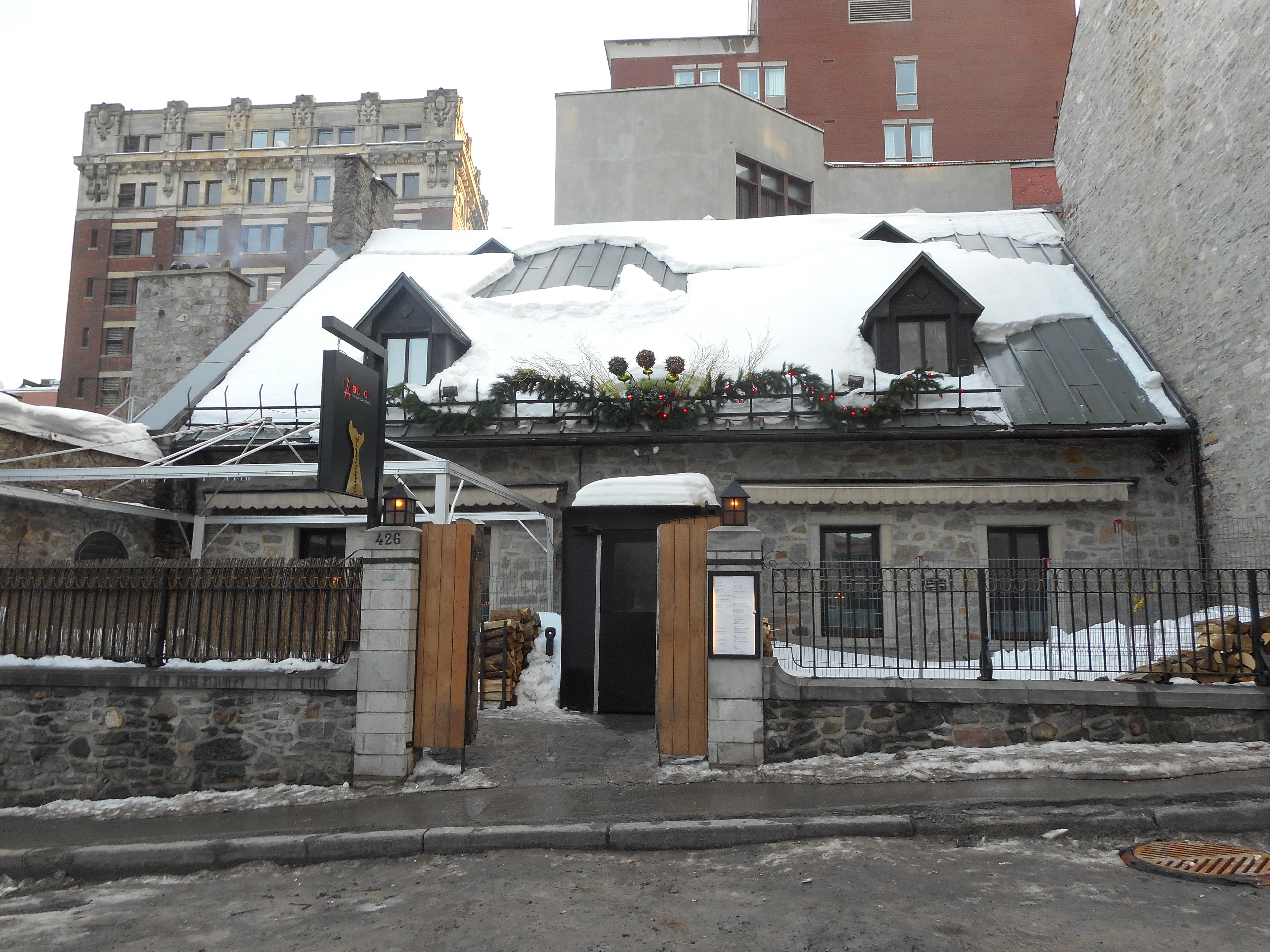
Auberge Saint-Gabriel
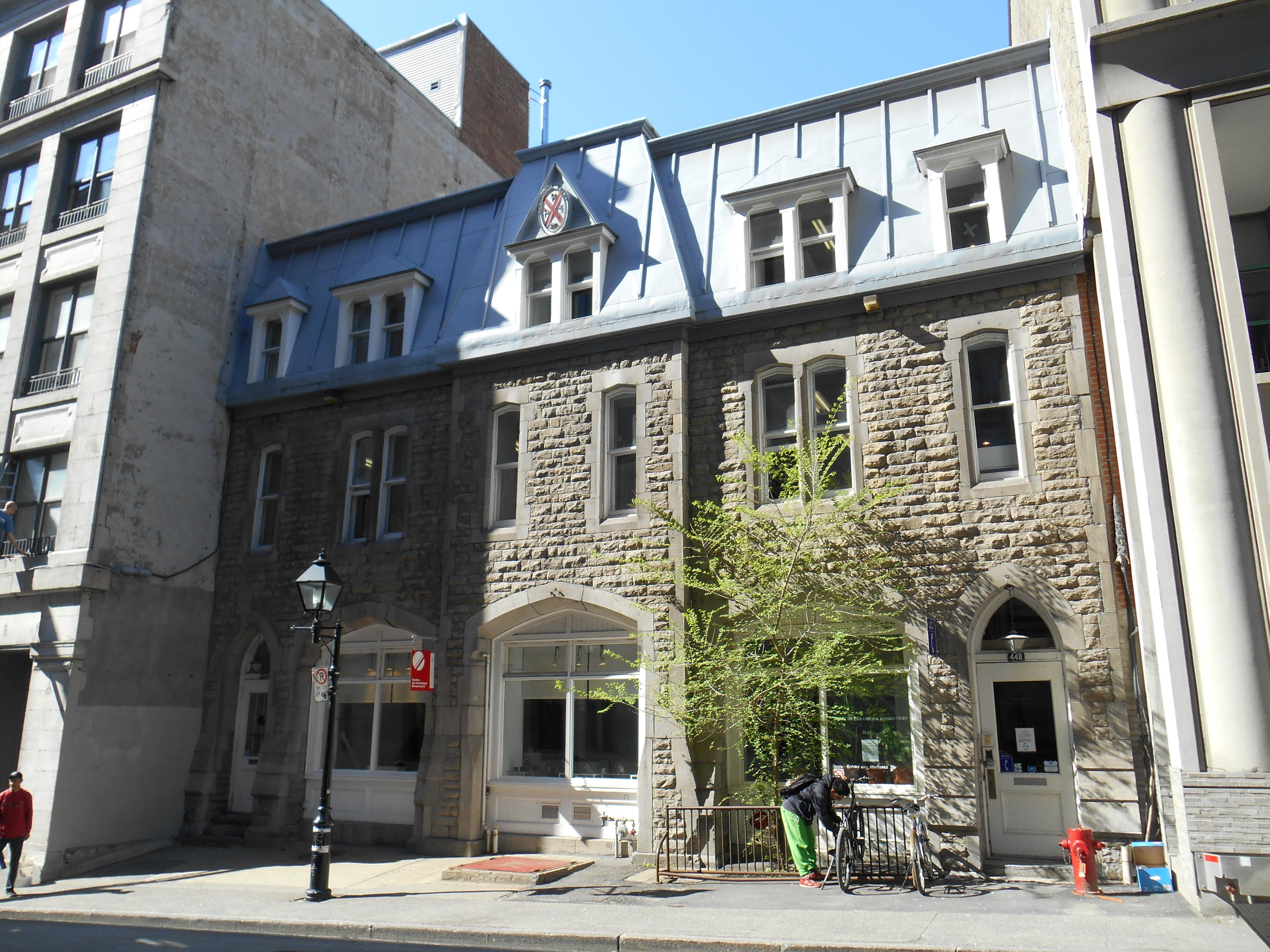
Caserne de pompiers №2

## Sources
- Ville de Montréal, Les rues de Montréal. Répertoire historique, Édition Méridien, Montréal, 1995